# Putkovec
Putkovec – wieś w Chorwacji, w żupanii krapińsko-zagorskiej, w gminie Đurmanec. W 2011 roku liczyła 216 mieszkańców.